# Eksploracija
Eksploracija ili istraživanje je čin traženja s ciljem otkrivanja informacija ili resursa. Istraživanje se javlja kod svih pokretnih životinjskih vrsta, uključujući ljude. U ljudskoj istoriji, najdramatičniji uspon se odvio u doba otkrića kada su evropski istraživači plovili i mapirali veći deo ostatka sveta iz različitih razloga. Od tada, velika istraživanja nakon doba otkrića su se dogodila iz razloga koji su uglavnom bili usmereni na otkrivanje informacija. U naučnim istraživanjima, eksploracija je jedna od tri cilja empirijskog istraživanja (druga dva su opisivanje i objašnjenje). Termin se često koristi metaforično. Na primjer, pojedinac može da govoriti o istraživanju Interneta itd.
Geografsko istraživanje, koje se ponekad smatra podrazumevanim značenjem za opštiji termin istraživanje, odnosi se na praksu otkrivanja udaljenih zemalja i regiona planete Zemlje. Proučavaju ga geografi i istoričari. Dve glavne ere istraživanja postojale su u ljudskoj istoriji: jedna konvergencije i jedna divergencije. Prva, koja pokriva većinu istorije vrste Homo sapiens, osvedočila je da se ljudi sele iz Afrike, naseljavaju se u nove zemlje i razvijaju različite kulture u relativnoj izolaciji. Rani istraživači su se naselili u Evropi i Aziji; Pre 14.000 godina, neki su prešli kopneni most ledenog doba od Sibira do Aljaske i krenuli na jug da bi se nastanili u Americi. Većim delom, ove kulture nisu znale za postojanje jedna druge. Drugi period istraživanja, koji se odvijao tokom poslednjih 10.000 godina, video je povećanu međukulturalnu razmenu kroz trgovinu i istraživanje, i to je označio novu eru kulturnog mešanja, a nedavno i konvergencije.
Rani spisi o istraživanju datiraju iz 4. milenijuma pre nove ere. u starom Egiptu. Jedan od najranijih i najuticajnijih istraživača bio je Ptolomej u 2. veku. Između 5. veka i 15. veka nove ere, većinu istraživanja su obavili kineski i arapski istraživači. Nakon toga je usledilo doba otkrića nakon što su evropski naučnici ponovo otkrili radove ranih latinskih i grčkih geografa. Dok je doba otkrića bilo delimično vođeno time što su evropski kopneni putevi postali nesigurni i željom za osvajanjem, u 17. veku su istraživanja pokretali plemenitiji motivi, uključujući naučna otkrića i širenje znanja o svetu. and a desire for conquest, the 17th century saw exploration driven by nobler motives, including scientific discovery and the expansion of knowledge about the world. Ovo šire poznavanje geografije sveta značilo je da su ljudi mogli da prave mape sveta, prikazujući svu poznatu zemlju. Prvi moderni atlas bio je Theatrum Orbis Terrarum, koji je objavio Abraham Ortelijus, koji je uključivao mapu sveta koja je prikazivala sve Zemljine kontinente.

## Koncept
Exploration is the process of exploring, which has been defined as:>
- To examine or investigate something systematically.
- To travel somewhere in search of discovery.
- To examine diagnostically.
- To (seek) experience first hand.
- To wander without any particular aim or purpose.

## Važnija istraživanja zapadne civilizacije
Neka od najvažnijih istraživanja zapadne civilizacije (hronološkim redom):
| Istraživanje                                           | Vreme                       | Istraživač                                   |
| ------------------------------------------------------ | --------------------------- | -------------------------------------------- |
| Duž zapadne evropske obale do ostrva Tule              | oko 330. p. n. e.           | Piteja iz Masilije                           |
| Srednji istok i Indija                                 | 325. p. n. e.-280. p. n. e. | Aleksandar Veliki                            |
| Grenland                                               | 900.                        | Gunbjern                                     |
| Put svile                                              | 1274-1295.                  | Marko Polo                                   |
| Reka Kongo                                             | 1482.                       | Diogo Kao                                    |
| Rt dobre nade                                          | 1488.                       | Bartolomeo Dijas                             |
| Amerika                                                | 1492.                       | Kristofor Kolumbo                            |
| Morski put do Indije                                   | 1497-1498.                  | Vasko da Gama                                |
| Karibi                                                 | 1493-1502.                  | Kristofor Kolumbo                            |
| Jamajka                                                | 1494.                       | Kristofor Kolumbo                            |
| Unutrašnji Meksiko i Srednja Amerika                   | 1519-1524.                  | Ernan Kortes                                 |
| Peru i Ekvador                                         | 1531-1534.                  | Fransisko Pizaro                             |
| Oko Zemlje                                             | 1519-1522.                  | Ferdinand Magelan                            |
| Timor                                                  | 1522.                       | Huan Sebastijan Elkano                       |
| Carstvo Inka                                           | 1531-1534.                  | Fransisko Pizaro                             |
| Sjever                                                 | 1574-1631.                  | Henri Hadson                                 |
| Sjever                                                 | 1594-1597.                  | Vilem Barenc                                 |
| Okeanija                                               | 1642-1643.                  | Abel Tasman                                  |
| Okeanija                                               | 1768-1779.                  | Džejms Kuk                                   |
| Sjeverni Pacifik, zapadna Aljaska, istočne obale Azije | 1771.                       | Moric Benovski                               |
| Havajska ostrva                                        | 1778.                       | Džejms Kuk                                   |
| Srednja Amerika i Latinska Amerika                     | 1799-1803.                  | Aleksandar fon Humbolt                       |
| Severna Amerika                                        | 1804-1806.                  | Ekspedicija Luisa i Klarka                   |
| Severni magnetski pol                                  | 1. juni 1831.               | Džejms Klark Ros                             |
| Afrika                                                 | 1849-1863.                  | Dejvid Livingston                            |
| Severni morski put                                     | 1878.                       | Adolf Erik Nordenskild                       |
| Južni magnetski pol                                    | 16. januara 1909            | Daglas Moson, Edžvort Dejvid i Alister Makaj |
| Severni pol                                            | 6. aprila 1909              | Robert Piri                                  |
| Južni pol                                              | 14. decembar 1911           | Roald Amundsen                               |
| Južni pol                                              | 18. januar 1912.            | Robert Falkon Skot                           |
| Mesec                                                  | 20. juli 1969.              | posada letelice Apolo 11                     |

## Bihevioralna osobina
Jedna studija iz 2015. godine, sprovedena na podacima o mobilnim telefonima i GPS tragovima privatnih vozila u Italiji, pokazala je da se pojedinci prirodno dele u dve dobro definisane kategorije u skladu sa svojim navikama mobilnosti, nazvane „povratnici” i „istraživači”. „Istraživači” su pokazali obrazac pokretljivosti nalik na zvezde: oni imaju centralno jezgro lokacija (sastavljeno od kuće i radnih mesta) oko kojih gravitiraju udaljena jezgra lokacija.

## Literatura
- Groh, Arnold (2018), Research Methods in Indigenous Contexts, New York: Springer, ISBN 978-3-319-72774-5
- di Cosmo, Nicola (2002), Ancient China and Its Enemies: The Rise of Nomadic Power in East Asian History, Cambridge: Cambridge University Press, ISBN 978-0-521-77064-4
- Morton, William Scott; Lewis, Charlton M. (2005), China: Its History and Culture (Fourth изд.), New York City: McGraw-Hill, ISBN 978-0-07-141279-7
- Torday, Laszlo (1997), Mounted Archers: The Beginnings of Central Asian History, Durham: The Durham Academic Press, ISBN 978-1-900838-03-0
- Yü, Ying-shih (1986), „Han Foreign Relations”,  Ур.: Denis Twitchett; Michael Loewe, The Cambridge History of China: Volume I: the Ch'in and Han Empires, 221 B.C.–A.D. 220, Cambridge: Cambridge University Press, стр. 377—462, ISBN 978-0-521-24327-8
- Petringa, Maria (2006). Brazzà, a Life for Africa. Bloomington, IN: AuthorHouse. ISBN 1-4259-1198-6. OCLC 74651678.
- Brook, Timothy (2007). Vermeer's Hat: The Seventeenth Century and the Dawn of the Global World (reissue изд.). Bloomsbury Press. ISBN 978-1-59691-444-5.
- Cipolla, Carlo (1970). European Culture and Overseas Expansion. Pelican, London.
- DeVoto, Bernard (1998) [1952]. The Course of Empire. Houghton Mifflin Harcourt. ISBN 978-0-395-92498-3. Приступљено 16. 6. 2011.
- Hall, Robert L. (1991). Savoring Africa in the New World People Started Coming In Contact With Each Other While Trading They Got Many New Ideas From Other People And Countries.. In Seeds of Change: Five Hundred Years Since Columbus. The South Carolina Historical Magazine. 93. Herman J. Viola and Carolyn Margolis, eds. Smithsonian Institution Press. стр. 248—250. ISBN 978-1-56098-036-0. JSTOR 27568307.
- Love, Ronald S. (2006). Maritime Exploration in the Age of Discovery, 1415–1800. Greenwood Press. ISBN 978-0-313-32043-9. Приступљено 16. 6. 2011.
- Rice, Eugene, F., Jr (1994) [1970]. The Foundations of Early Modern Europe: 1460–1559. W.W. Norton & Co. ISBN 978-0-393-96304-5.
- Wright, John K. (mart 1947). „Terrae Incognitae: The Place of the Imagination in Geography”. Annals of the Association of American Geographers. 37 (1): 1—15. doi:10.1080/00045604709351940.
- Berlyne DE. (1954). „A theory of human curiosity.”. Br J Psychol. 45 (3): 180—91. PMID 13190171. doi:10.1111/j.2044-8295.1954.tb01243.x.
- Berlyne DE. (1955). „The arousal and satiation of perceptual curiosity in the rat.”. J. Comp. Physiol. Psychol. 48 (4): 238—246. PMID 13252149. doi:10.1037/h0042968.
- Biesmeijer, J.; de Vries, H. (2001). „Exploration and exploitation of food sources by social insect colonies: a revision of the scout-recruit concept”. Behav Ecol Sociobiol. 49 (2–3): 89—99. S2CID 37901620. doi:10.1007/s002650000289. hdl:1874/1185.
- „Mining - Prospecting and exploration”. Encyclopedia Britannica. Приступљено 29. 2. 2020.
- Fernández-Armesto, Felipe (17. 10. 2007). Pathfinders: A Global History of Exploration (на језику: енглески). W. W. Norton & Company. ISBN 978-0-393-24247-8. Архивирано из оригинала 16. 10. 2022. г. Приступљено 6. 10. 2022 — преко Google Books.
- „Chapter 2 - Brief History of Land Use—” (PDF). Global Land Outlook (Извештај). United Nations Convention on Desertification. 2017. ISBN 978-92-95110-48-9. Приступљено 3. 11. 2022.
- „A Guide to Fault Detection and Diagnosis”. gregstanleyandassociates.com.
- Hughes, Robert N (децембар 1997). „Intrinsic exploration in animals: motives and measurement”. Behavioural Processes. 41 (3): 213—226. PMID 24896854. S2CID 23321360. doi:10.1016/S0376-6357(97)00055-7.
- Meyer, Jerrold S. (1998). „22 - Behavioral Assessment in Developmental Neurotoxicology: Approaches Involving Unconditioned Behaviors Pharmacologic Challenges in Rodents”. Handbook of Developmental Neurotoxicology. стр. 403—426. doi:10.1016/B978-012648860-9.50029-7.
- „How much of the ocean have we explored?”. oceanservice.noaa.gov. Приступљено 6. 1. 2023.
- Piccone, Jason (пролеће 1999). „Curiosity and Exploration”. www.csun.edu. California State University, Northridge. Приступљено 26. 1. 2023. „Wohlwill (1981)”
- Royal Geographical Society (2008). Atlas of Exploration (на језику: енглески). Oxford University Press. ISBN 978-0-19-534318-2. Архивирано из оригинала 16. 10. 2022. г. Приступљено 6. 10. 2022 — преко Google Books.
- Wiktionary contributors (30. 11. 2022). „explore”. Wiktionary, The Free Dictionary. Приступљено 29. 12. 2022.
- Wood-Gush, D.G.M.; Vestergaard, K. (1989). „Exploratory behavior and the welfare of intensively kept animals”. Journal of Agricultural Ethics. 2 (2): 161—169. S2CID 144112548. doi:10.1007/BF01826929.